# 库尔勒市良种场
库尔勒市良种场，是中华人民共和国新疆维吾尔自治区巴音郭楞蒙古自治州库尔勒市下辖的一个类似乡级单位。

## 行政区划
库尔勒市良种场下辖以下地区：
良种场虚拟社区。